# 欧洲E97公路
欧洲E97公路（E97）是欧洲的一条国际公路，途径乌克兰、俄罗斯、格鲁吉亚和土耳其，全长1,360（850英里），连接黑海地区的北部与南部。

## 路线
乌克兰
- M17 赫尔松 (E58) - 卡蘭恰克

克里米亚(争议地区)
- M17（俄罗斯将其称作35А-001） 占科伊 (E105) - 费奥多西亚
- A291：费奥多西亚-刻赤

刻赤海峡
- 克里米亚大桥：刻赤 - 新罗西斯克

 俄羅斯
- M4 新罗西斯克 (E115) - 朱布加 (E592)
- A147 朱布加 - 索契

- Module:Jct第204行Lua错误：attempt to concatenate local 'link' (a boolean value)（此段受 阿布哈茲当局控制）：萊塞利澤（英语：Leselidze (town)） - 苏呼米 - 加利
- Module:Jct第204行Lua错误：attempt to concatenate local 'link' (a boolean value) 祖格迪迪 - 塞納基 (E60)
- Module:Jct第204行Lua错误：attempt to concatenate local 'link' (a boolean value) 塞納基 - 波蒂 (E60，开始与E70并线) - Grigoleti (E692) - 巴统 - 薩爾皮

 土耳其
- D.010 薩爾普（英语：Sarp, Kemalpaşa） - 里澤 - 特拉布宗 (结束与E70并线)
- D.885 特拉布宗 - 居米什哈內
- D.050 居米什哈內 - 巴伊布爾特
- D.915 巴伊布爾特 - 阿什卡萊（E80）